# Orquesta Sinfónica Nacional de Irak

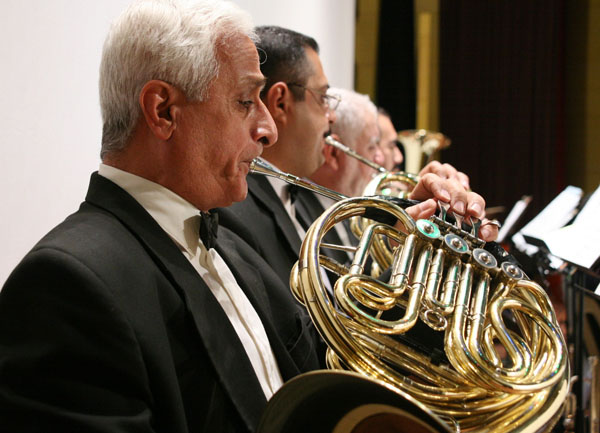
La Orquesta Nacional Iraquí (fundada oficialmente en 1959) realizando un concierto en Irak, en julio de 2007.

La Orquesta Sinfónica Nacional de Irak (en árabe, فرقة الأوركسترا السمفونية القومية العراقية) es una orquesta sinfónica financiada por el gobierno de Irak en Bagdad. El INSO toca principalmente música clásica europea, así como composiciones originales basadas en instrumentos iraquíes y la música árabe.

## Historia
La orquesta comenzó como Orquesta Sinfónica de Bagdad en 1944 fundada por Albert Chaffoo. Se realizó durante aproximadamente dos años y se disolvió después que Albert Chaffoo salió de Irak y regresó a Londres para continuar su carrera musical. Muchos miembros de la antigua Sinfónica de Bagdad más tarde formaron la futura Orquesta Sinfónica Nacional Iraquí. La orquesta se convirtió oficialmente conocida como la Orquesta Sinfónica Nacional Iraquí en 1959, cuando empezó a recibir un salario del gobierno. El INSO fue abolida por el ministro iraquí de Cultura en 1962 y ensayando bajo tierra hasta 1970, cuando se restableció. Durante los próximos diez años, la orquesta visitó Rusia, Argelia, Líbano y Jordania, y acogió músicos invitados y conductores de varios países. Durante los años 1980 y 1990 muchos de sus músicos, plagada de dificultades económicas, abandonaron el país para buscar oportunidades en otros lugares. Aunque su cine en casa fue incendiada por los saqueadores de abril de 2003 durante la invasión de Bagdad, la orquesta realizó un concierto en Bagdad en junio de 2003 y posteriormente viajó por el norte de Irak, reclutando nuevos miembros. Representante de la diversidad de Irak, sus más de 90 músicos ahora son chiíes, suníes, kurdos, armenios, cristianos asirios y turcomanos, así como seis mujeres, una de las cuales es la primera mujer americana en participar en la historia de la orquesta.
En diciembre de 2003, la orquesta realizó un concierto conjunto con los Estados Unidos. con la Orquesta Sinfónica Nacional y Yo-Yo Ma en el Kennedy Center en Washington, co-patrocinado por el Departamento de Estado de los Estados Unidos. El presidente George W. Bush,y su esposa asistieron al concierto, y Colin Powell presentó la orquesta. 
El INSO es actualmente administrado y dirigido por Karim Wasfi.

## Asistentes Famosos
- Aida Nadeem